# 66폭동

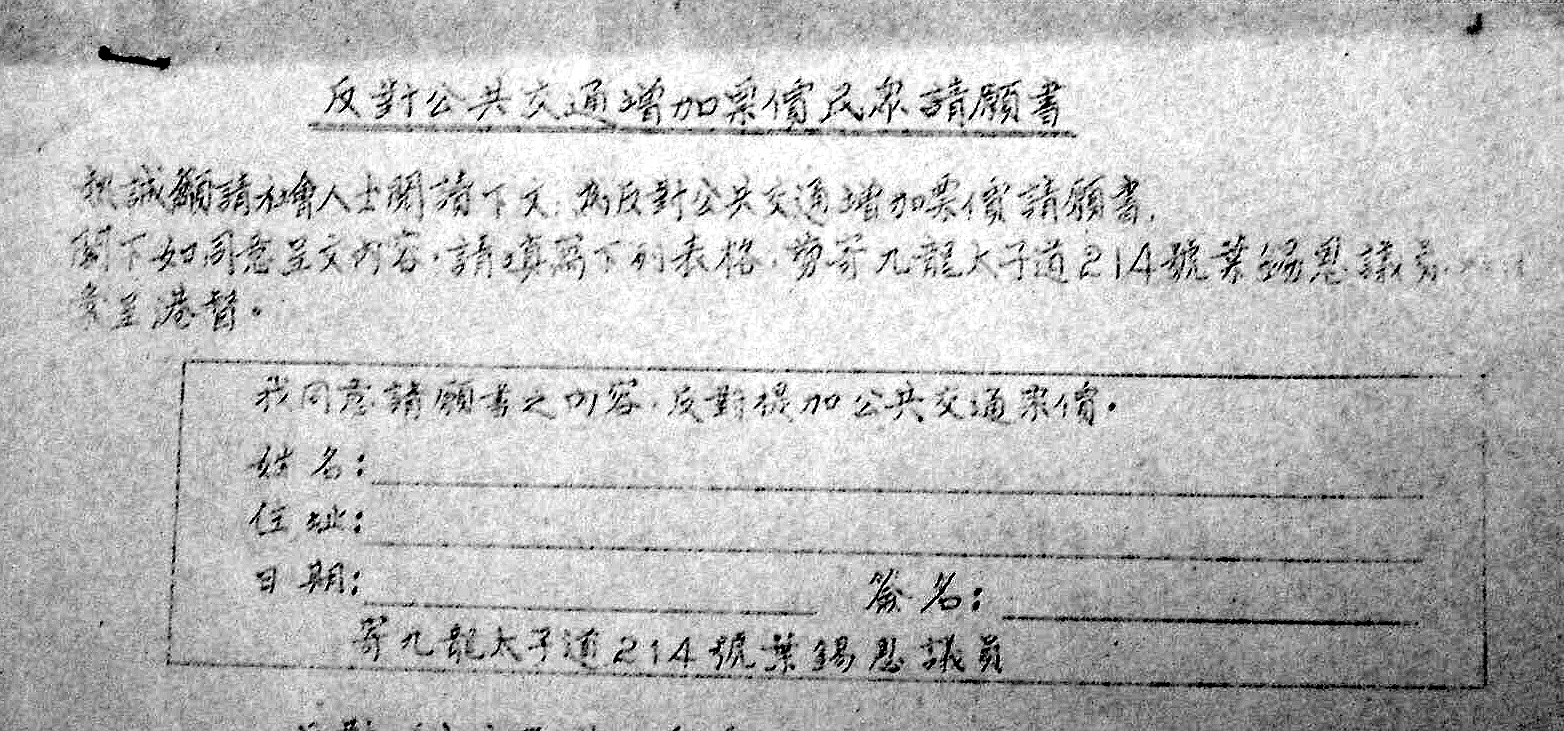
스타페리 요금 인상에 반대하는 엘시 엘리엇이 작성한 청원서 양식

66폭동은 1966년 봄 홍콩 가우룽의 길거리에서 며칠 간 발생한 소요다. 66폭동은 스타페리 요금을 25% 올리려는 영국령 홍콩 정부의 결정에 반대하는 시위에서 비롯되는데 엘시 엘리엇(Elsie Elliot)은 66폭동 이전에 요금 인상에 반대를 청원한 바 있다.
66폭동으로 한 명이 죽고 수 십 명이 다쳤으며 1800명 이상이 체포됐다.

## 과정

### 4월 4일
4월 4일 아침 27세 번역가 소사우충(蘇守忠)은 센트럴구(현재의 중사이구)에 있는 스타페리 터미널에서 단식투쟁 시위를 시작했다. 소사우충은 '엘시 만세', '요금 인상 저지를 위해 단식 투쟁에 참가하자'고 쓴 검은색 재킷을 입었다. 그는 분위기를 유도하고 지지자들을 모았다.

### 4월 5일
로케이(盧麒)가 소사우충과 더불어 단식투쟁에 참가했다. 16시 10분 홍콩 경찰은 소사우충을 통행 방해 혐의로 체포했고 수많은 청년 ‘동조자’들이 홍콩 총독 데이비드 트렌치에게 청원하기 위해 홍콩총독부(현 홍콩 예빈부)로 갔다.
저녁에 1000명 이상이 침사추이에 모여 소사우충의 체포와 영국령 홍콩 정부의 스타페리 회사 요금 인상 지지에 반대하는 시위를 벌였다. 시위자들은 몽콕으로 행진하고 다시 침사추이로 돌아왔다.

### 4월 6일
소사우충은 법정에서 징역 2개월을 선고받았다.
군중들이 20시 경 모였고 2시간 후 가우룽에서 시위자들 사이에 폭력 사태가 생겼다. 사람들로 붐비는 네이선 로드에서 군중들은 버스에 돌멩이를 던지고 차량에 방화를 했다. 야우마테이 경찰서도 군중 300명 이상에 의해 공격을 받았다. 경찰기동대가 이에 대응하여 최루탄을 쐈지만 군중들은 네이선 로드에 계속 집결하여 군중들의 규모는 홍콩의 영화관들이 자정에 영업을 종료함에 따라 거의 배로 늘었다.
폭도들은 상점을 약탈하고 소방서, 발전소 같은 공공시설들을 공격하고 방화를 했다. 경찰기동대는 계속 군중들에게 최루탄을 발사했고 몇몇 경우에는 카빈도 발포했다.
영국군 투입이 요청되기도 했다. 총검을 지닌 군인들은 약 1시 30분 이후 적용된 통금을 강제하기 위해 가우룽 거리를 순찰했다.

### 4월 7일
다음날 영국령 홍콩 정부는 통금이 오후 7시로 앞당겨지고 어떤 폭도든 총격을 받을 수 있다고 경고했으나 그 날 밤 폭도들은 여전히 몽콕 근처 네이선 로드에 집결했다. 또다시 차량들에 방화가 됐고 상점들이 약탈됐다. 수 백 명이 야우마테이와 몽콕경찰서에 방화를 시도했다.
저녁 동안 시위자 1명이 죽고 4명이 다쳤으며 215명이 체포됐다.

### 4월 8일
다음날 영국령 홍콩 정부는 통금이 오후 7시로 앞당겨지고 어떤 폭도든 총격을 받을 수 있다고 경고했는데 노동자들이 집에 일찍 가려고 했을 때 대중교통에 줄이 길게 늘어섰으며 홍콩은 통금 한 시간 전에 유령 도시처럼 됐다. 경찰 3500명이 거리를 순찰했다. 삼수이포의 청킹맨션과 남청 스트리트에서 돌멩이를 던지는 몇몇 사건들이 있었다. 사복경찰이 '선동가' 669명을 체포하며 상황이 끝났다.

## 의미
66폭동은 홍콩에서의 시민활동의 시작을 기념한다. 이는 홍콩에서 수많은 청년들이 참가한 첫 대규모 사회적 움직임이고 궁극적으로 67폭동으로도 이어지는 광범위한 사회적 불안을 반영했다.

## 같이 보기
- 56폭동
- 67폭동
- 81폭동
- 2014년 홍콩 시위
- 2016년 몽콕역 민중 봉기
- 2019-2020년 홍콩 시위